# Anneau du Rhin
Het Anneau du Rhin is een permanent circuit nabij de Franse plaats Biltzheim. Het circuit wordt gebruikt voor race-evenementen, circuitdagen en presentaties.

## Circuit
Het circuit is gepland en gebouwd in 1996 door Marc Rinaldi, op een plaats waar voorheen een jachtveld lag. Het is eigendom van zijn zoon François Rinaldi. Het circuit ligt twee kilometer ten zuidoosten van de plaats Blitzheim. In 2004 werd het circuit uitgebreid met een nieuw deel aan de westkant. In augustus 2011 werd het circuit opnieuw geasfalteerd en werd het parcours een meter breder gemaakt. Sinds 2013 kunnen motorfietsen ook op het circuit rijden, dat een lengte van 3,7 kilometer heeft; deze layout kan, indien nodig, worden uitgebreid tot 4 kilometer.

## Evenementen
Het Anneau de Rhin is voornamelijk gastheer van lokale en nationale evenementen. In 2022 organiseerde het voor het eerst een internationaal kampioenschap, toen het WTCR twee races op het circuit reed.